# Wilson Galvão do Rio Apa
Wilson Galvão do Rio Apa, conhecido como W. Rio Apa (São Paulo, 5 de fevereiro de 1925 – Florianópolis, 7 de setembro de 2016), foi um jornalista, teatrólogo, dramaturgo e escritor brasileiro.

## Biografia
Filho do desembargador Arthur Galvão do Rio Apa e neto do Barão do Rio Apa (ministro de guerra no governo de Floriano Peixoto) era descendente de bascos, dinamarqueses e portugueses. Nasceu na capital paulista em 1925, porém, passou a infância e adolescência no Paraná. Na juventude, tentou ser esportista, inicialmente praticando a esgrima e depois no futebol, quando jogou por um ano no Esporte Clube Água Verde, mas desistiu de ser um futebolista profissional.
Em 1949, formou-se em Direito pela Universidade Federal do Paraná para a realização de seu pai, mas nunca exerceu a profissão. Em 1951, resolveu trabalhar num navio mercante que fazia a rota do oriente e por dois anos foi tripulante, de serviços braçais, nesta embarcação. Durante este período, realizou mais de 50 reportagens e entrevistas com relatos de lugares e pessoas, que eram enviados e editados no jornal curitibano O Estado do Paraná. Quando retornou ao Brasil, retomou a carreira jornalística iniciado nos tempos de estudante, pois em 1949, já era redator-chefe do tablóide "Desportos Ilustrados", periódico especializado em esportes (principalmente o futebol) e de circulação em todo o estado no Paraná.
Em 1957, publicou o seu primeiro livro: "Um menino contemplava o rio". Na sequência, mudou-se para Antonina, onde se tornou líder, tanto de uma cooperativa de pescadores como de agricultores, assim como de uma comunidade artística. Em dois anos conseguiu 3,5 mil associados, mas por questões políticas, afastou-se do cargo em 1967, época em que terminou seu segundo livro, "A revolução dos homens". Depois disso, no final dos anos 1960, passou a se dedicar exclusivamente ao teatro, liderando o grupo de amadores da cidade de Antonina, denominado "Capela" e de formação popular.
As peças eram apresentadas em locais públicos, bares e restaurantes em Curitiba e em São Paulo. Nesse período, começou a escrever o livro de contos "No Mar das Vítimas" e o primeiro volume de "Os Vivos e os Mortos", uma tetralogia ficcional.
Na década de 1970, mudou-se para Florianópolis e em 1986, mudou-se para a praia da Pinheira, batizada de Vale da Utopia, em Santa Catarina. Em outubro de 2011, foi homenageado no lançamento do livro "W. Rio Apa – Vida e Obra".

## Prêmios
Foi agraciado com o prêmio de melhor ator pela peça "O julgamento do homem" (de 1971). Também ganhou um prêmio pela peça "O esperado", no Festival de Teatro de Caruaru (Pernambuco) e no Festival de Bento Gonçalves, com a peça "O templo das sete confissões".[carece de fontes?]

## Obras

### Romance
- Um Menino contemplava o rio (romance, 1957)[4]
- A Revolução dos homens (romance, 1967)
- No mar das vítimas (conto, 1968)
- O Menino e o presidente (romance, 1970)
- O Povo do mar e dos ventos antigos (romance, 1978)
- O Santo da ilha na guerra dos rumos (romance, 1978)
- Depois que as pontes caíram (romance, 1986)
- Eu sou o mar vento (romance, 1987)
- O Grito do mundo no pássaro cego (romance, 1989)
- O Último espião na história da fome (romance, 1989)
- Os Vivos e os mortos (romance, 1989)
- Sermão das dunas (discursos e sermões, ?)
- O ato e as origens (romance, 2004[5])
- Os sábios da vida (romance, 2007)[6]
- A produção correta (romance)
- Pela primeira vez (romance)
- Das profundezas à superfície (romance)

### Contos
- No mar das vitimas, Ed. Brasiliense, 2º Ed. Coedt
- O ato e as origens, Ed. DPB – Empreendimentos culturais Ltda

### Ensaios
- O saber da vida e da morte (2)
- Realidade própria e irrealidade institucional
- A arte em cachorro-quente / relações humanas (2)
- O homem- ator
- Manifesto do povo Ed. Clandestina
- O homem integrado
- A ioga pura e simples'  (ensaio biográfico)

### Teatro
- O pequeno solitário
- Monólogos da dor, da culpa e da violência
- O julgamento do homem
- O esperado
- Os médiuns
- As fúrias
- O templo das 7 confissões
- A paixão segundo todos os homens
- A guerra das bruxas contra o anjo dos homens
- O sangue, o ciúme e a vingança de todos nós